# Дрејк (музичар)
Обри Дрејк Грејам (енгл. Drake; 24. октобар 1986) канадски је репер, певач, текстописац и глумац.

## Биографија
Постао је познат по својој улози као Џимија Брукса у телевизијској серији Degrasi: Нова генерација. У јуну 2009, Дрејк је потписао уговор са Лил Вејном дискографском кућом Young Money Entertainment. У новембру 2009, Лил Вејн је изјавио да је Дрејк завршио свој дебитантски албум Thank Me Later. Албум је објављен 15. јуна 2010. и дебитовао је на броју један топ љествице Billboard 200.
Његове песме које су завршиле на првом песму Билборд хот 100 љествице су One Dance, What's My Name?, Work, God's Plan, Nice for What и In My Feelings.

## Дискографија
- Thank Me Later (2010)
- Take Care (2011)
- Nothing Was the Same (2013)
- Views (2016)
- Scorpion (2018)
- Certified Lover Boy (2021)[2]
- Honestly, Nevermind (2022)
- Her Loss (2022)
- For All the Dogs (2023)
- $ome $exy $ongs 4 U (2025)